# Ivana Miličević
Ivana Miličević (* 26. April 1974 in Sarajevo, SFR Jugoslawien) ist eine US-amerikanische Schauspielerin und Model.

## Leben und Karriere
Ivana Miličević' Eltern Damir und Tonka sind Bosnische Kroaten. 1983 – im Alter von neun Jahren – zog sie mit ihnen und ihren Brüdern von Jugoslawien in den US-Bundesstaat Michigan. Ihr Bruder Tomislav spielte zusammen mit Jared Leto und dessen Bruder Shannon Leto in der Band 30 Seconds to Mars. Sie arbeitete als Model, während sie den Highschool-Abschluss in der Athens High School in Troy machte.
Nach ihrem Abschluss hatte Miličević kleinere Gastauftritte in Fernsehserien wie Die Nanny, Seinfeld, Felicity, Buffy – Im Bann der Dämonen und Friends. Weitere Gastrollen spielte Miličević in Serien wie Charmed – Zauberhafte Hexen, CSI: Miami und Chuck. In der Serie Nash Bridges hatte sie eine wiederkehrende Rolle, in welcher sie der Hauptfigur nahestand. Sie hatte auch eine feste Rolle bei der HBO-Serie The Mind of the Married Man. 2003 spielte sie im Film Mail Order Bride die Gangsterbraut Nina. Auch in einigen weiteren kleinen Rollen war sie danach zu sehen. 2006 spielte sie in der CBS-Serie Love Monkey. Im 21. James-Bond-Film von 2006, Casino Royale, verkörperte sie die Rolle der Valenka. 2013 übernahm sie eine der Hauptrollen in der Krimiserie Banshee – Small Town. Big Secrets.
In dem Computerspiel Command & Conquer: Alarmstufe Rot 3 trat Miličević 2008 in der Rolle der sowjetischen Agentin, Dasha, auf.

## Filmografie (Auswahl)
- 1997: Seinfeld (Fernsehserie, Folge 8x13)
- 1997: Auf schlimmer und ewig (Unhappily Ever After, Fernsehserie, Folge 3x18)
- 1997: Die Nanny (The Nanny, Fernsehserie, Folge 4x23)
- 1998: Serial Killer (Postmortem)
- 1998: Der Staatsfeind Nr. 1 (Enemy of the State)
- 1998: Kiss the Sky
- 1998–1999: Felicity (Fernsehserie, Folgen 1x03, 1x12)
- 2000: Nash Bridges (Fernsehserie, Folgen 5x13, 5x18)
- 2001: Hals über Kopf (Head Over Heels)
- 2001: Vanilla Sky
- 2002: Buffy – Im Bann der Dämonen (Buffy, Fernsehserie, Folge 6x15)
- 2003: Charmed – Zauberhafte Hexen (Charmed, Fernsehserie, Folgen 6x01–6x02)
- 2003: Paycheck – Die Abrechnung (Paycheck)
- 2003: Tatsächlich… Liebe (Love Actually)
- 2004: Las Vegas (Fernsehserie, Folge 2x11)
- 2004: CSI: Miami (Fernsehserie, Folge 2x18)
- 2005: Slipstream – Im Schatten der Zeit (Slipstream)
- 2005: Solange du da bist (Just Like Heaven)
- 2006: James Bond 007: Casino Royale (Casino Royale)
- 2006: Running Scared
- 2006, 2008: American Dad (Fernsehserie, Folgen 2x07, 3x10–3x11, Sprechrolle)
- 2007: Alles Betty! (Ugly Betty, Fernsehserie, Folgen 1x19–1x20)
- 2007: Battle in Seattle
- 2007: Gefallene Engel 2 (Fallen 2: The Journey)
- 2008: Gefallene Engel 3 (Fallen 3: The Destiny)
- 2008: Dr. House (House, Fernsehserie, Folge 4x15: Im Kopf von House)
- 2008: 12 Miles of Bad Road (Fernsehserie, 8 Folgen)
- 2008: Beschützer wider Willen (Witless Protection)
- 2008: Chuck (Fernsehserie, Folge 1x12)
- 2008: Command & Conquer: Alarmstufe Rot 3 (Computerspiel)
- 2009: Royal Pains (Fernsehserie, Folge 1x11)
- 2009: Without a Trace – Spurlos verschwunden (Without a Trace, Fernsehserie, Folge 7x19)
- 2009: Eastwick (Fernsehserie, Folgen 1x03–1x04)
- 2010: Hawaii Five-0 (Fernsehserie, Folge 1x02)
- 2011: Blue Moon – Als Werwolf geboren (The Howling: Reborn)
- 2011: Charlie’s Angels (Fernsehserie, Folge 1x01)
- 2011: Der perfekte Ex (What’s Your Number?)
- 2012: Psych (Fernsehserie, Folge 6x14)
- 2012: Vegas (Fernsehserie, 2 Folgen)
- 2013–2016: Banshee – Small Town. Big Secrets. (Banshee, Fernsehserie, 38 Folgen)
- 2015: Aloha – Die Chance auf Glück (Aloha)
- 2015: The Adventures of Beatle
- 2018–2020: The 100 (Fernsehserie, 24 Folgen)
- 2025: The Astronaut